# Державна житлово-комунальна інспекція
Держа́вна житло́во-комуна́льна інспе́кція (Держжитлокомунінспе́кція) — урядовий орган, що діяв у системі Мінжитлокомунгоспу, відповідальний перед Кабінетом Міністрів України, підзвітний та підконтрольний Міністрові з питань житлово-комунального господарства. Був створений згідно з Постановою Кабінету Міністрів України № 527 від 4 червня 2008 року.
Ліквідований згідно з Постановою Кабінету Міністрів № 346 від 28 березня 2011 року.

## Повноваження

### Основні завдання
- Відповідно до компетенції бере участь у реалізації державної політики у сфері житлово-комунального господарства;
- Здійснює в межах своїх повноважень державний контроль (нагляд) за дотриманням законодавства, стандартів, нормативів, норм, порядків і правил у сфері житлово-комунального господарства.

### Держжитлокомунінспекція відповідно до покладених на неї завдань
1) здійснює в межах своїх повноважень:
- державний контроль за дотриманням:

— виконавцями/виробниками житлово-комунальних послуг, у тому числі суб'єктами природних монополій та суміжних ринків у сфері централізованого водо-, теплопостачання та водовідведення (крім суб'єктів господарювання, що здійснюють комбіноване виробництво теплової і електричної енергії та/або використовують нетрадиційні чи поновлювані джерела енергії), стандартів, нормативів, норм, порядків і правил у сфері житлово-комунального господарства;
— власниками/співвласниками житлових будинків, квартир, приміщень, стандартів, нормативів, норм, порядків і правил щодо ведення їх обліку, обстеження і паспортизації;
— суб'єктами у сфері житлово-комунального господарства законодавства, стандартів, нормативів, норм, порядків і правил стосовно утримання, обслуговування, експлуатації систем водо-, теплопостачання, водовідведення, газопостачання та іншого інженерного обладнання багатоквартирних житлових будинків, утримання, обслуговування і використання житлового фонду, кількості та якості житлово-комунальних послуг, формування цін/тарифів на житлово-комунальні послуги, а також у сфері благоустрою населених пунктів та галузі поховання;
- державний нагляд за виконанням:

— робіт з утримання, обслуговування та використання житлового фонду відповідно до стандартів, нормативів, норм, порядків і правил;
— інвестиційних і регіональних програм розвитку житлово-комунального господарства;
2) здійснює нормативно-методичне забезпечення діяльності своїх територіальних органів;
3) бере участь у розробленні суб'єктами господарювання у сфері житлово-комунального господарства заходів щодо надійного та безаварійного водо-, теплопостачання та водовідведення;
4) розробляє та подає на розгляд Міністра з питань житлово-комунального господарства: пропозиції щодо формування державної політики у сфері житлово-комунального господарства, в тому числі удосконалення законодавства, стандартів, нормативів, норм, порядків і правил у зазначеній сфері та поліпшення умов утримання, обслуговування і використання житлового фонду; проекти нормативно-правових актів з питань забезпечення і здійснення державного контролю (нагляду) у сфері житлово-комунального господарства;
5) виконує інші функції відповідно до покладених на неї завдань.